# Lacub, Abra
Lacub là một đô thị hạng 5 ở tỉnh Abra, Philippines. Theo điều tra dân số năm 2007, đô thị này có dân số 3.050 người trong 509 hộ.

## Các khu phố (barangay)
Lacub được chia thành 6 khu phố (barangay).
| Barangay             | Pop. (2007) |
| -------------------- | ----------- |
| Bacag                | 213         |
| Buneg                | 881         |
| Guinguinabang        | 256         |
| Lan-ag               | 396         |
| Pacoc                | 500         |
| Poblacion (Talampac) | 804         |

## Kết quả bầu cử năm 2007
| Chức vụ          | Ứng cử viên           | Tổng số phiếu bầu |
| ---------------- | --------------------- | ----------------- |
| Thị trưởng       | Cesar B. Baroña Sr.   | 930               |
| Phó thị trưởng   | Lysander D. Baroña    | 935               |
| Ủy viên hội đồng | Paulo D. Valera       | 1.006             |
| Ủy viên hội đồng | Caridad B. Aduarte    | 982               |
| Ủy viên hội đồng | Eusebio B. Ortega     | 957               |
| Ủy viên hội đồng | Condrado D. Balauag   | 883               |
| Ủy viên hội đồng | Ellen B. Bernardez    | 882               |
| Ủy viên hội đồng | Renato D. Reyes       | 880               |
| Ủy viên hội đồng | Artemio C. Brillantes | 814               |
| Ủy viên hội đồng | Rodolfo M. Banatao    | 790               |